# 二田理央
二田 理央（にった りお、2003年4月10日 - ）は、大分県佐伯市出身のプロサッカー選手。Jリーグ・湘南ベルマーレ所属。ポジションはフォワード（FW）。

## 来歴
佐伯リベロFCを経てサガン鳥栖U-18に入団し、2020年にはクラブユース選手権の優勝メンバーになった。2021年にはトップチームに2種登録され、6月23日のJ1第19節・横浜F・マリノス戦でJリーグデビューを果たした。
同年6月30日付でトップチームとプロ契約を締結すると、翌7月1日より当時オーストリア・ブンデスリーガ2部に所属していたFCヴァッカー・インスブルックの練習に参加。その後、7月15日付で同クラブのU-23チーム（3部所属）への期限付き移籍が決定した。当時の同チームの監督は浦和レッズやヴィッセル神戸でコーチを務めたモラス雅輝であり、欧州で活動する日本人監督の下で欧州デビューを果たした。
2022年2月19日、オーストリア・ブンデスリーガ2部に属するトップチームの公式戦に先発で初出場を果たす。背番号は83番。3月5日のリーグ戦では後半60分から途中出場し、試合終了間際の後半88分にトップチームでの初ゴールを決める。
2022年8月1日、オーストリア・ブンデスリーガ2部のSKNザンクト・ペルテンへの期限付き移籍が発表された。背番号は14番。
U-19日本代表として2022年6月に出場したモーリスレベロトーナメント（旧トゥーロン国際大会）（2022年）で肩を負傷した影響で、新所属クラブでの試合出場が遅れていたが、同年9月30日のリーグ戦で新天地デビューを果たした。
しかし、ウインターブレイクに入る直前の練習で再び脱臼したため、12月に手術に踏み切った。2023年3月下旬にチームの全体練習に復帰し、3月31日にベンチ入りすると、後半34分に途中出場した。
翌週の4月7日には移籍後初ゴールを決めた。
2023年7月6日、SKNザンクト・ペルテンへの完全移籍が発表された。
2025年6月30日までの2年契約（＋1年のオプション付き）。
2024年6月27日、J1リーグ・浦和レッズへ完全移籍で加入することが発表された。
2025年7月2日、湘南ベルマーレへ育成型期限付き移籍。

## 所属クラブ
- 佐伯リベロFC
- FC佐伯S-playMINAMI
- サガン鳥栖U-18（龍谷高等学校[11]）
  - 2021年6月 サガン鳥栖（2種登録選手）
- 2021年6月 - 2023年7月 サガン鳥栖
  - 2021年7月 - 2022年8月 FCヴァッカー・インスブルックⅡ（期限付き移籍）
  - 2022年8月 - 2023年7月 SKNザンクト・ペルテン（期限付き移籍）
- 2023年7月 - 2024年6月 SKNザンクト・ペルテン
- 2024年6月 - 浦和レッズ
  - 2025年7月 - 湘南ベルマーレ（育成型期限付き移籍）

## 個人成績
| 国内大会個人成績 | 国内大会個人成績          | 国内大会個人成績 | 国内大会個人成績                  | 国内大会個人成績 | 国内大会個人成績 | 国内大会個人成績 | 国内大会個人成績 | 国内大会個人成績 | 国内大会個人成績 | 国内大会個人成績 | 国内大会個人成績 |
| 年度             | クラブ                    | 背番号           | リーグ                            | リーグ戦         | リーグ戦         | リーグ杯         | リーグ杯         | オープン杯       | オープン杯       | 期間通算         | 期間通算         |
| 年度             | クラブ                    | 背番号           | リーグ                            | 出場             | 得点             | 出場             | 得点             | 出場             | 得点             | 出場             | 得点             |
| 日本             | 日本                      | 日本             | 日本                              | リーグ戦         | リーグ戦         | リーグ杯         | リーグ杯         | 天皇杯           | 天皇杯           | 期間通算         | 期間通算         |
| ---------------- | ------------------------- | ---------------- | --------------------------------- | ---------------- | ---------------- | ---------------- | ---------------- | ---------------- | ---------------- | ---------------- | ---------------- |
| 2021             | 鳥栖                      | 49               | J1                                | 1                | 0                | 0                | 0                | 0                | 0                | 1                | 0                |
| オーストリア     | オーストリア              | オーストリア     | オーストリア                      | リーグ戦         | リーグ戦         | リーグ杯         | リーグ杯         | オーストリア杯   | オーストリア杯   | 期間通算         | 期間通算         |
| 2021-22          | インスブルックⅡ           | 83               | レオギナル                        | 19               | 21               | 2                | 4                | 0                | 0                | 21               | 25               |
| 2021-22          | インスブルック            | 83               | ブンデス2部                       | 5                | 1                | -                | -                | 0                | 0                | 5                | 1                |
| 2022-23          | ザンクト・ペルテンJuniors | 14               | 1.ランデス ニーダーエスターライヒ | 1                | 1                | -                | -                | 0                | 0                | 1                | 1                |
| 2022-23          | ザンクト・ペルテン        | 14               | ブンデス2部                       | 14               | 2                | -                | -                | 0                | 0                | 14               | 2                |
| 2023-24          | ザンクト・ペルテン        | 14               | ブンデス2部                       | 25               | 2                | -                | -                | 0                | 0                | 25               | 2                |
| 日本             | 日本                      | 日本             | 日本                              | リーグ戦         | リーグ戦         | リーグ杯         | リーグ杯         | 天皇杯           | 天皇杯           | 期間通算         | 期間通算         |
| 2024             | 浦和                      | 41               | J1                                | 10               | 1                | -                | -                | -                | -                | 10               | 1                |
| 2025             | 浦和                      | 41               | J1                                | 4                | 0                | -                | -                | -                | -                | 4                | 0                |
| 2025             | 湘南                      | 72               | J1                                |                  |                  |                  |                  |                  |                  |                  |                  |
| 通算             | 日本                      | 日本             | J1                                | 15               | 1                | 0                | 0                | 0                | 0                | 15               | 1                |
| 通算             | オーストリア              | オーストリア     | ブンデス2部                       | 44               | 5                | 0                | 0                | 0                | 0                | 44               | 5                |
| 通算             | オーストリア              | オーストリア     | レオギナル                        | 19               | 21               | 2                | 4                | 0                | 0                | 21               | 25               |
| 通算             | オーストリア              | オーストリア     | 1.ランデス ニーダーエスターライヒ | 1                | 1                | 0                | 0                | 0                | 0                | 1                | 1                |
| 総通算           | 総通算                    | 総通算           | 総通算                            | 79               | 28               | 2                | 4                | 0                | 0                | 81               | 32               |

| 国際大会個人成績 | 国際大会個人成績 | 国際大会個人成績 | 国際大会個人成績 | 国際大会個人成績 | FIFA      | FIFA      |
| 年度             | クラブ           | 背番号           | 出場             | 得点             | 出場      | 得点      |
| AFC              | AFC              | AFC              | ACL              | ACL              | クラブW杯 | クラブW杯 |
| ---------------- | ---------------- | ---------------- | ---------------- | ---------------- | --------- | --------- |
| 2025             | 浦和             | 41               | -                | -                | 1         | 0         |
| 通算             | AFC              | AFC              | -                | -                | 1         | 0         |

出場歴
- Jリーグ初出場 - 2021年6月23日 J1第19節 横浜F・マリノス戦 (ニッパツ三ツ沢球技場)
- Jリーグ初得点 - 2024年7月20日 J1第24節 北海道コンサドーレ札幌戦 (埼玉スタジアム2002)

## 代表歴
- U-19日本代表
  - モーリスレベロトーナメント（旧トゥーロン国際大会）（2022年）